# США на зимових Олімпійських іграх 1928
США брала участь на Других зимових Олімпійських іграх 1928 року у місті Санкт-Моріц (Швейцарія). Збірну країни представляли 24 спортсмени (21 чоловік та 3 жінки) у 7 видах спорту. Прапороносцем на церемонії відкриття був менеджер лижної команди Годфрі Дьюї. Американські спортсмени здобули шість медалей: по дві кожного гатунку.

## Медалісти
| Медаль | Ім'я                                                               | Вид спорту          | Дисципліна               |
| ------ | ------------------------------------------------------------------ | ------------------- | ------------------------ |
| Золото | Дженнісон Гітон                                                    | Скелетон            |                          |
| Золото | Біллі Фіске Кліффорд Ґрей Джеффрі Мейсон Річард Парк Найон Токер   | Бобслей             | П'ятірки, чоловіки       |
| Срібло | Джон Гітон                                                         | Скелетон            |                          |
| Срібло | Томас Доу Девід Ґрейнджер Дженнісон Гітон Лаймен Гайн Джей О'Браєн | Бобслей             | П'ятірки, чоловіки       |
| Бронза | Джон Фаррелл                                                       | Ковзанярський спорт | 500 метрів (чоловіки)    |
| Бронза | Беатрікс Логран                                                    | Фігурне катання     | одиночне катання (жінки) |

## Бобслей
| Спортсмени                                                         | Дисципліна         | Заїзд 1 | Заїзд 1 | Заїзд 2 | Заїзд 2 | Всього | Всього |
| Спортсмени                                                         | Дисципліна         | Час     | Місце   | Час     | Місце   | Час    | Місце  |
| ------------------------------------------------------------------ | ------------------ | ------- | ------- | ------- | ------- | ------ | ------ |
| Біллі Фіске Кліффорд Ґрей Джеффрі Мейсон Річард Парк Найон Токер   | П'ятірки, чоловіки | 1:38.9  | 1       | 1:41.6  | 5       | 3:20.5 | 1      |
| Томас Доу Девід Ґрейнджер Дженнісон Гітон Лаймен Гайн Джей О'Браєн | П'ятірки, чоловіки | 1:42.3  | 8       | 1:38.7  | 1       | 3:21.0 | 2      |

## Ковзанярський спорт
| Дисципліна      | Спортсмен         | Час    | Місце |
| --------------- | ----------------- | ------ | ----- |
| Валентин Біалас | 500 м (чоловіки)  | 46.5   | 17    |
| Джон Фаррелл    | 500 м (чоловіки)  | 43.6   | 3     |
| Ірвінг Яффе     | 500 м (чоловіки)  | 45.2   | 11    |
| Едді Мерфі      | 500 м (чоловіки)  | 44.9   | 10    |
| Валентин Біалас | 1500 м (чоловіки) | 2:26.3 | 6     |
| Джон Фаррелл    | 1500 м (чоловіки) | 2:26.8 | 8     |
| Ірвінг Яффе     | 1500 м (чоловіки) | 2:26.7 | 7     |
| Едді Мерфі      | 1500 м (чоловіки) | 2:25.9 | 5     |
| Валентин Біалас | 5000 м (чоловіки) | 9:06.3 | 6     |
| Джон Фаррелл    | 5000 м (чоловіки) | 9:29.2 | 17    |
| Ірвінг Яффе     | 5000 м (чоловіки) | 9:01.3 | 4     |
| Едді Мерфі      | 5000 м (чоловіки) | 9:19.5 | 14    |

## Лижне двоборство
| Спортсмен      | Змагання      | Лижні перегони | Лижні перегони | Стрибок з трампліну | Стрибок з трампліну | Стрибок з трампліну | Разом        | Разом        |
| Спортсмен      | Змагання      | Час            | Бали           | Дистанція 1         | Дистанція 2         | Бали                | Бали         | Місце        |
| -------------- | ------------- | -------------- | -------------- | ------------------- | ------------------- | ------------------- | ------------ | ------------ |
| Андерс Геуген  | індивідуальне | 2:30:30        | 0.000          | 51.0                | 49.0                | 14.895              | 7.447        | 25           |
| Рольф Монсен   | індивідуальне | не фінішував   | не фінішував   | не фінішував        | не фінішував        | не фінішував        | не фінішував | не фінішував |
| Чарльз Проктор | індивідуальне | 2:35:00        | 0.000          | 47.0                | 51.5                | 14.417              | 7.208        | 26           |

## Лижні перегони
| Спорстмени     | Дисципліна      | Дистанція | Дистанція |
| Спорстмени     | Дисципліна      | Час       | Місце     |
| -------------- | --------------- | --------- | --------- |
| Андерс Геуген  | 18 км, чоловіки | 2:30:30   | 43        |
| Рольф Монсен   | 18 км, чоловіки | 2:48:00   | 45        |
| Чарльз Проктор | 18 км, чоловіки | 2:35:00   | 44        |

## Скелетон
| Спортсмен       | Спуск 1 | Спуск 1 | Спуск 2 | Спуск 2 | Спуск 3 | Спуск 3 | Разом  | Разом |
| Спортсмен       | Час     | Місце   | Час     | Місце   | Час     | Місце   | Час    | Місце |
| --------------- | ------- | ------- | ------- | ------- | ------- | ------- | ------ | ----- |
| Джон Гітон      | 1:01.4  | 2       | 1:00.4  | 2       | 1:01.4  | 2       | 3:02.8 | 2     |
| Дженнісон Гітон | 1:00.2  | 1       | 1:00.2  | 1       | 1:01.0  | 1       | 3:01.8 | 1     |

## Стрибки з трапліна
| Спортсмени     | Змагання      | Стрибок 1 | Стрибок 1 | Стрибок 1 | Стрибок 2 | Стрибок 2 | Разом  | Разом |
| Спортсмени     | Змагання      | Відстань  | Бали      | Місце     | Відстань  | Бали      | Разом  | Місце |
| -------------- | ------------- | --------- | --------- | --------- | --------- | --------- | ------ | ----- |
| Андерс Геуген  | індивідуальне | 51.0      | —         | —         | 53.0      | —         | 15.291 | 18    |
| Рольф Монсен   | індивідуальне | 53.0      | —         | —         | 59.5      | —         | 16.687 | 6     |
| Чарльз Проктор | індивідуальне | 49.0      | —         | —         | 56.0      | —         | 15.583 | 14    |

## Фігурне катання
| Спортсмени      | Змагання                  | ОП    | ВК    | Разом  | Разом   | Разом          |
| Спортсмени      | Змагання                  | Місце | Місце | Places | Бали    | Фінальне місце |
| --------------- | ------------------------- | ----- | ----- | ------ | ------- | -------------- |
| Шервін Беджер   | чоловіче одиночне катання | 13    | 9     | 73     | 1324.00 | 11             |
| Натаніел Найлз  | чоловіче одиночне катання | 16    | 13    | 103    | 1154.25 | 15             |
| Роджер Тернер   | чоловіче одиночне катання | 9     | 12    | 67     | 1363.50 | 10             |
| Тереза Бланшар  | жіноче одиночне катання   | 9     | 13    | 77     | 1970.25 | 10             |
| Беатрікс Логран | жіноче одиночне катання   | 4     | 4     | 28     | 2254.52 | 3              |
| Марібель Вінсон | жіноче одиночне катання   | 3     | 6     | 32     | 2224.50 | 4              |

Змішані
| Спортсмени                    | Змагання      | Бали | Результат | Місце |
| ----------------------------- | ------------- | ---- | --------- | ----- |
| Тереза Бланшар Натаніел Найлз | парне катання | 79.5 | 69.00     | 9     |
| Беатрікс Логран Шервін Беджер | парне катання | 43   | 87.50     | 4     |